# Каџари (династија)
Каџарска династија или Каџари владали су нововековном иранском државом од 1785. до 1925. године.

## Историја
Каџарску династију основао је кан једног од турских народа — Мухамед-хан Каџар. Он је покорио покрајинске кнежеве и преузео власт над уједињеном Персијом крунишући се 1796. године за шаха. Тиме је постао оснивач владарске породице — Каџара. Мухамед и његови наследници претворили су безначајну варошицу на падинама Алборза у велелепну престоницу. Тај град зове се Техеран и престоница је Иранске државе до данашњег дана.
Каџариди су мало шта унапредили. Ниједан владар није се одликовао неком посебном обдареношћу. Положаји гувернера и високих службеника куповали су се на лицитацијама, а протести против таквог стања крваво су гушени. Шахови су владали апсолутистички носећи титулу „Алахова сенка на земљи“. Сем те титуле, владари су носили и називе „Искупитељ“ и „Спаситељ“ по угледу на сасанидске владаре.
Период Каџарске династије је период велике кризе Персијског царства. Шах Фатех Али је 1828. године препустио Русији Кавказ, Грузију и део Азербејџана. То је почетак мешања колонијалних сила у живот Персијанаца. Шах Насир ад Дин је 1872. године са Британцима склопио договор којим им је дозволио отварање фабрика, рудника и рафинерија широм царства. Само мали део прихода уливао се у персијску благајну. Шах је дозволио да му замазују очи митом и поклонима. Персија је остала слабо развијена земља паралисана традицијом. Музафар ад Дин, Насиров наследник, приморан је да донесе устав 1906. године. Последње деценије каџарске владавине Персија се налазила у стању сличном грађанском рату. Коначно, 1921. године, козачки врховни официр Реза Кан приморао је последњег каџаридског шаха Ахмеда да га именује министром рата. Две године касније проглашен је премијером, а 1925. године Ахмед Шах је послат на бањско путовање по Европи са кога се није вратио. Власт је преузео Реза Кан који је основао нову династију — династију Пахлеви.

## Шахови Каџарске династије
- Мухамед-хан Каџар (1794—1797)
- Фатех Али-шах (1797—1834)
- Мухамед-шах Каџар (1834—1848)
- Махд-е Олиа (1848)
- Насир ел Дин Шах Каџар (1848—1896)
- Музафар ад Дин Каџар (1896—1907)
- Мухамед Али Шах (1907—1909)
- Ахмед-шах Каџар (1909—1925)